# ロバート・ベンチリー
ロバート・ベンチリー（英: Robert Benchley、1889年9月15日 - 1945年11月21日）は、アメリカ合衆国のユーモア作家。コラムニスト、映画俳優としても知られ、「アメリカで最も多才なユーモリスト」、「ナンセンスのためのナンセンスの比類なき書き手」と評された。
ヴァニティ・フェア誌で編集者として働いていたが、同僚ドロシー・パーカーの解雇に抗議して退職し、フリーの作家業をはじめた。その後、『ワールド』紙のコラムニストとなり、まだユーモア雑誌だった時代の『ライフ』誌で劇評欄を担当したのち、『ニューヨーカー』誌の常連作家となった。1921年の『オブ・オール・シングス』（Of All Things）以降、多くの著書を刊行した。また、話術にも長け、舞台や映画などでも活躍。自作自演したMGM映画『いかに眠るか』（How to Sleep, 1935年）は第8回アカデミー賞の短編映画賞を受賞した。
息子のナサニエル・ベンチリー、孫のピーター・ベンチリーはいずれも作家で、ピーターは映画化された『ジョーズ』・『ザ・ディープ』の原作を書いたベストセラー作家。